# Майк Сміт
Майк Сміт (англ. Mike Smith; 22 березня 1982, м. Кінгстон, Канада) — канадський хокеїст, воротар. Виступає за «Аризона Койотс» у Національній хокейній лізі.
Вихованець хокейної школи Кінгстон МХА. Виступав за «Кінгстон Фронтенакс» (ОХЛ), «Садбері Вулвз» (ОХЛ), «Юта Гріззліз» (АХЛ), «Х'юстон Аерос» (АХЛ), «Айова Старс» (АХЛ), «Даллас Старс», «Тампа-Бей Лайтнінг», «Норфолк Адміралс» (АХЛ).
В чемпіонатах НХЛ — 387 матчів, у турнірах Кубка Стенлі — 19 матчів. 
У складі національної збірної Канади учасник зимових Олімпійських ігор 2014 (0 матчів), учасник чемпіонатів світу 2013 і 2015 (12 матчів). 
Досягнення
- Олімпійський чемпіон (2014)
- Чемпіон світу (2015)